# Mesoplodon bowdoini
El zifio de Andrew (Mesoplodon bowdoini) es una especie de cetáceo odontoceto de la familia Ziphidae. Es un miembro poco conocido género Mesoplodon. Fue nombrado en referencia a George S. Bowdoin, un donante del  American Museum of Natural History.

## Descripción
La coloración en machos es gris oscura a negra, mientras que en hembras es más clara. Las hemras alcanzan un mayor tamaño (cerca de 5 metros), mientras que los machos miden unos 4,5 metros.
Bastante robusto en comparación con los demás miembros del género Mesoplodon. El  melón es poco pronunciado, y su hocico es corto y grueso. El maxilar inferior es bastante peculiar, pues a mitad del hocico eleva significativamente.

## Población y distribución
Se sabe que esta especie vive en el hemisferio sur. 35 especímenes varados se han registrado en Australia, Nueva Zelanda y las Islas Malvinas; esto puede implicar una distribución circumpolar. Sin embargo, no hay avistamientos confirmados para respaldar esto.